# Parastagmatoptera flavoguttata
Parastagmatoptera flavoguttata är en bönsyrseart som beskrevs av Jean Guillaume Audinet Serville 1839. Parastagmatoptera flavoguttata ingår i släktet Parastagmatoptera och familjen Mantidae. Inga underarter finns listade i Catalogue of Life.

## Bildgalleri

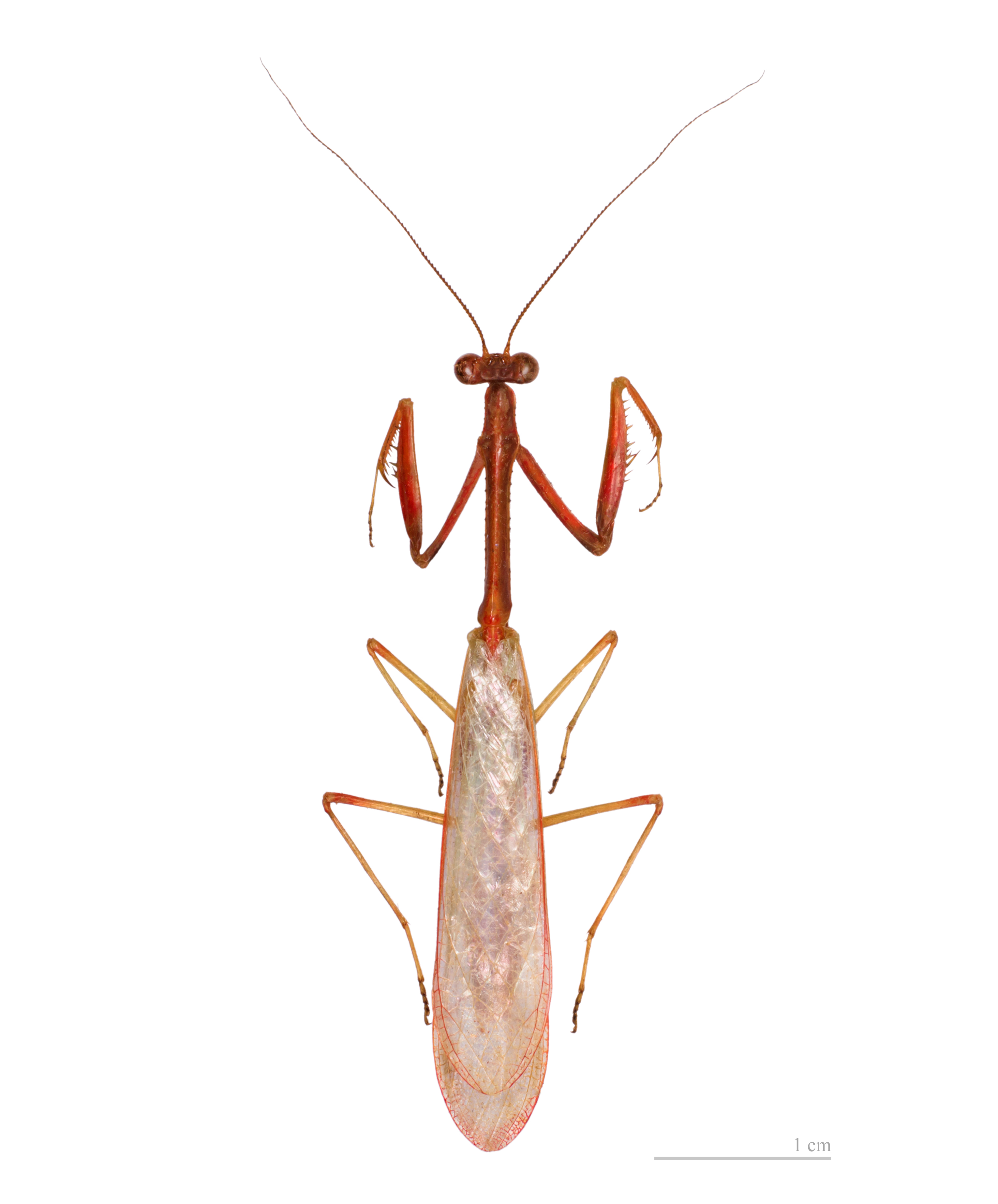